# Borský Mikuláš
Borský Mikuláš (in ungherese Búrszentmiklós, in tedesco Bur-Sankt-Niklas) è un comune della Slovacchia facente parte del distretto di Senica, nella regione di Trnava.
Diede i natali al poeta Ján Hollý (1785-1849).